# Villa Bloch (Poitiers)
La Villa Bloch, initialement connue sous le nom de la Mérigote, est une résidence d'artistes emblématique située à Poitiers, dans le département de la Vienne, en France.
Érigée en 1882, cette demeure historique a été le sanctuaire créatif de Jean-Richard Bloch, écrivain et intellectuel français de renom. Après son acquisition par la ville de Poitiers en 2005, elle a été métamorphosée à la suite de travaux de rénovation importants, permettant sa réinvention en tant qu'espace culturel pluridisciplinaire.
Actuellement, la Villa Bloch accueille des artistes en résidence venant des quatre coins du monde et s'intègre au réseau international des villes refuges ICORN. Au-delà de sa fonction première, elle est également le sujet de controverses récentes quant à son utilisation future et à sa place au sein de la communauté poitevine.

## Avant Jean-Richard Bloch
Située non loin de la commune de Poitiers, la Mérigote est un ancien lieu-dit. C'est une campagne paisible, qui a vu l'arrivée du chemin de fer et l'extension progressive de nouvelles habitations. La Mérigote du XXe siècle n'a rien de comparable à ce que nous connaissons aujourd'hui. C'est dorénavant une zone résidentielle dans un quartier de Poitiers.
La maison est bâtie vers 1882. Du même nom, la Mérigote est alors un bel édifice aux dimensions toutefois modestes. Placée sur un petit plateau, elle surplombe la vallée où la ligne de chemins de fer Poitiers-Angoulême passe au loin. La demeure est aussi accompagnée d'une petite dépendance destinée au logement des domestiques. Enfin, le jardin et les murs d'enceinte délimitent ce cadre serein. L'ensemble des constructions aurait été confié à un certain maçon Diot. Il serait également l'auteur des fortifications qui font le tour du terrain. Bien que le nom des premiers propriétaires soit inconnu, leur appartenance à une origine sociale aisée est fort probable.

## La Mérigote au temps de Jean-Richard Bloch
En 1908, Jean-Richard Bloch emménage à Poitiers. Il vient d'être nommé au lycée Henri IV en tant que professeur d'histoire En compagnie de sa femme Marguerite Herzog (surnommée Maguite), il s'installe au n°2 de la rue Saint Jacques. Néanmoins, il abandonne ses activités d'enseignement peu après, car il souhaite consacrer tout son temps à l'écriture. Pour ce faire, il recherche un nouvel hébergement propice à l'inspiration. C'est ainsi qu'il découvre la Mérigote. Il est immédiatement séduit par cette villa où il fait bon vivre. Amoureux des chemins de fer, le passage régulier du train constitue pour lui un véritable atout. De ce fait, Jean-Richard Bloch et sa famille quittent le centre-ville. La Mérigote est donc louée le 10 avril 1911 auprès d'une dame Dulin. Jusqu'alors, rien ne prédestinait Jean-Richard Bloch à faire de Poitiers son point d'ancrage.

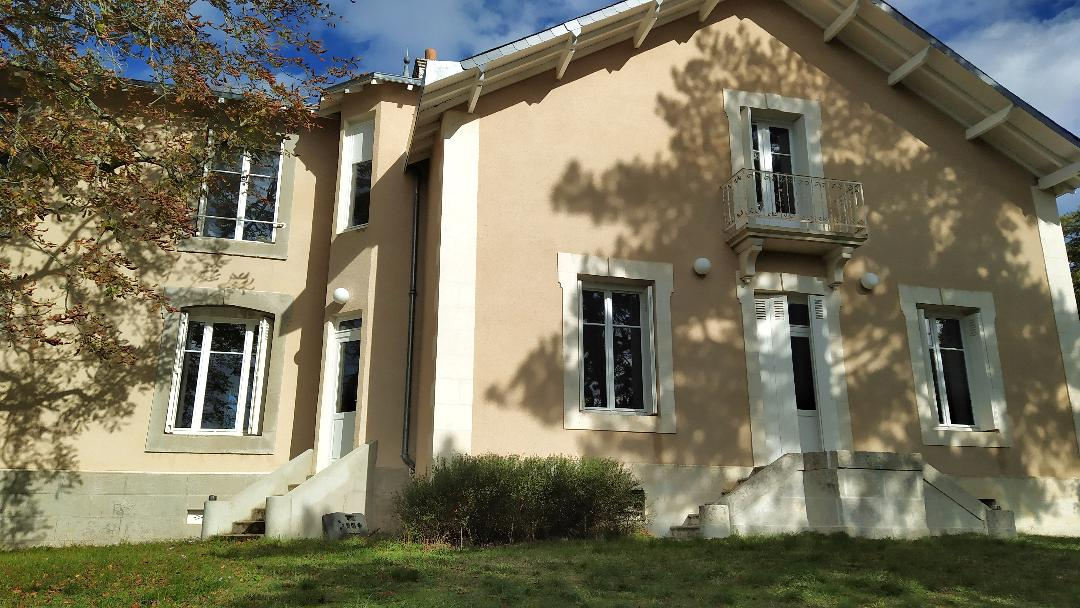
Vue de la Mérigote avec son agrandissement de 1923

« Nous abandonnons Poitiers pour une campagne toute proche, d'ailleurs, où nous trouverons les grands espaces et les bas loyers. C'est une petite maison accrochée au-dessus de la vallée où passe la ligne de Bordeaux, quand on quitte Poitiers en allant vers le midi. Peut-être avez-vous remarqué les rochers que le chemin de fer coupe à cet endroit. Le passant n'en remarque guère le pittoresque. D'en haut, ce qui frappe, c'est l'harmonie, la paix et la mélancolie de cette vallée monacale. (lettre à Romain Rolland, 4 mars 1911) »
La propriétaire ne désire plus garder la maison et la met à la vente. Jean-Richard Bloch se présente comme acheteur et en devient l'acquéreur le 2 août 1913. En revanche, sa présence ne se fait pas longue. La Grande Guerre éclate et Jean-Richard Bloch est appelé au front. Il rejoint le 325e régiment d'infanterie de Poitiers au rang de caporal. Sa femme et ses enfants demeurent à la Mérigote pendant ce temps. Blessé au bras à l'occasion de la bataille de la Marne, Jean-Richard Bloch rejoint rapidement sa famille pour convalescence, puis repart. Il est touché à deux reprises par la suite, dont à Verdun. En fin de compte, il ressort lourdement meurtris de ces années de conflit. La Mérigote est aussi une terre d'accueil pour les proches et amis fuyant le Nord.
Quand Jean-Richard Bloch reprend ses activités, ses projets impliquent des allers-retours fréquents entre Paris et Poitiers. De ce fait, il loue un appartement dans la capitale. Il tient à considérer la Mérigote comme son fief d'écrivain. Puisque cette villa lui tient tant à cœur, Jean-Richard Bloch entreprend de grands travaux vers 1923. Il fait ajouter une aile perpendiculaire à la maison. La surface d'habitation est considérablement étendue. C'est dans cet agrandissement qu'il installe son nouveau bureau de travail. Cet endroit devient dorénavant un lieu de retraite. Il s'y enferme effectivement jusqu'à très tard la nuit . Jean-Richard Bloch voit ces instants comme une « belle solitude mérigotine (lettre à Georges Duhamel, 18 novembre 1924) ». Désormais, c'est à la Mérigote qu'il rédige la plupart de ses œuvres. Il y reste de 1929 à 1937 sans discontinuer.
La Mérigote est ainsi un lieu d'isolement créatif. Paradoxalement, c'est aussi un endroit propice aux rencontres. Jean-Richard Bloch y reçoit ses amis et gens de son cercle : écrivains, hommes politiques, artistes... Louis Aragon (cofondateur du journal Ce Soir), Diego Rivera, Henri Barbusse, Paul Poiret, André Gide, Elie Faure, Gaston Hulin... viennent donc de passage ou y séjournent. En bref, la maison n'est jamais vide. Les domestiques Pasquier sont toujours là pour s'en occuper. Au-delà de ces nombreuses entrevues, le bureau de la Mérigote devient un point de départ et d'arrivée aux échanges épistolaires. Jean-Richard Bloch rédige de multiples lettres à destination de son entourage proche et intellectuel. En retour, il reçoit des missives de toute l'Europe : les collections de la Bibliothèque nationale de France en conservent environ 20 000. S'ajoutent à cela les compères écrivains désireux d'envoyer leurs ouvrages fraîchement publiés. Depuis la gare de saint Benoît, des exemplaires dédicacés affluent vers la Mérigote par charrettes entières, et ce, une fois par semaine. Toutes ces publications sont aujourd'hui conservées par la Médiathèque François Mitterrand de Poitiers.
Malheureusement, cette tranquillité frénétique ne peut durer. La Seconde Guerre mondiale toque aux portes de la Mérigote. Poursuivis par les troupes franquistes, les exilés espagnols viennent s'y cacher en février 1939. La traque juive a également commencé. À l'automne de cette même année, Jean-Richard Bloch et sa femme décident de bouger vers Paris. Étant trop en danger en tant que Juifs communistes, ils fuient finalement vers l'URSS en 1941. En bref, la Mérigote devient déserte dès juillet 1940. Les enfants Bloch sont déjà répartis aux quatre coins de la France. Seuls les domestiques Pasquier demeurent dans la petite dépendance d'à côté. Dès lors, la propriété est rapidement réquisitionnée par les Allemands. Un officier autrichien de la Wehrmacht est responsable de la maison. C'est à cette occasion qu'il entre dans le bureau de Jean-Richard Bloch et découvre l'univers de cet intellectuel français. Le militaire semble être un amateur de culture. Il fait mettre le bureau sous scellés pendant la totalité de l'Occupation. Pour finir, la Mérigote est proposée à la vente par le Commissariat général aux questions juives en 1943. La bâtisse ne trouve aucun acquéreur, elle est saccagée au fil des ans.
Michel Bloch, fils de Jean-Richard Bloch, revient sur les lieux dès la Libération. La Mérigote est en piteux état, à l'exception du bureau miraculeusement resté intact. Jean-Richard Bloch retourne sur Poitiers en janvier 1945, il reprend la direction du journal Ce Soir. Son passage en URSS ne fait pas l'unanimité auprès de l'opinion générale. L'homme n'a pas le temps de se racheter, puisqu'il décède le 15 mars 1947. De plus, sa publication posthume L'Homme du Communisme n'aide pas en sa faveur. Jean-Richard Bloch bascule donc dans l'oubli. Dès lors, Michel Bloch s'installe à la Mérigote et y reste pendant la totalité de son existence.

## De la Mérigote à la Villa Bloch, un projet de la municipalité de Poitiers
Après la mort de Michel Bloch en 2000, les héritiers de la famille décident de vendre la Mérigote à la ville de Poitiers en 2005. L'accord est de transformer cet édifice en un projet culturel. Une idée émerge en 2017 : transformer cette maison en un lieu d'accueil, tel qu'il l'était autrefois. C'est décidé, la Mérigote doit devenir une résidence d'artistes.

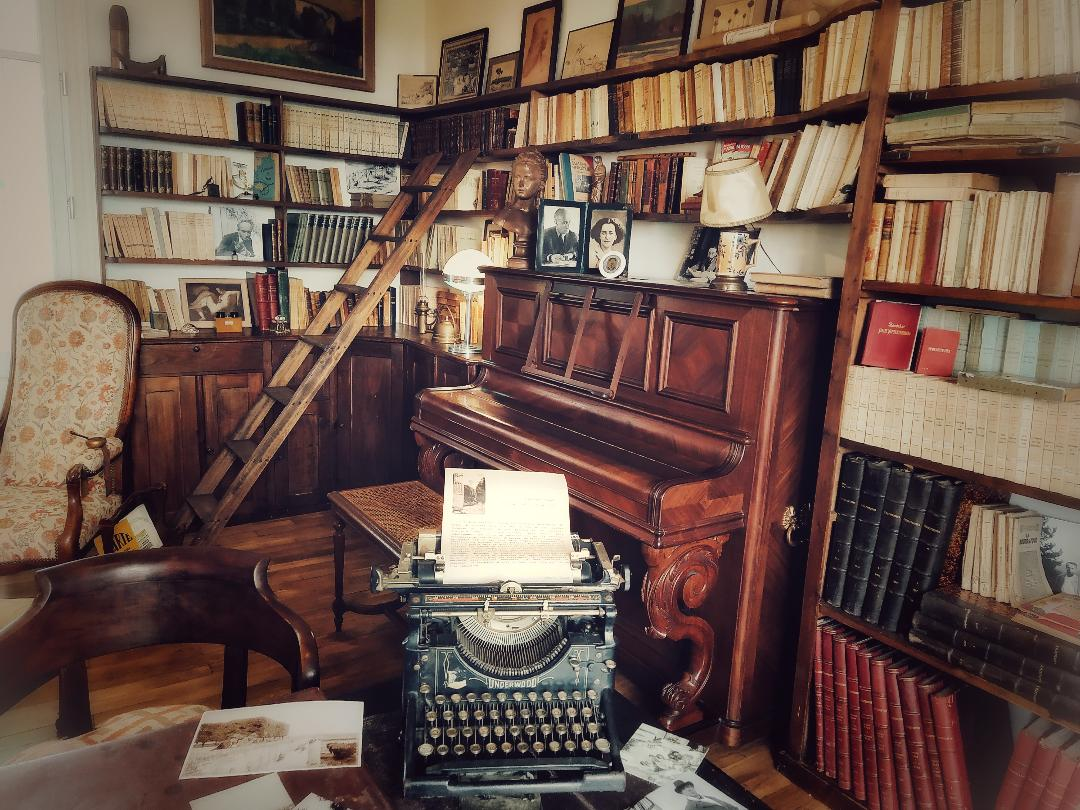
Bureau de Jean-Richard Bloch. Reconstruit d'après photographies d'époque.

Pour ce faire, la municipalité fait appel à l'architecte Nicolas Dorval-Bory. Une enveloppe de 450 000 € est déboursée pour les travaux. La maison est réaménagée, de façon à pouvoir accueillir trois personnes simultanément. Ainsi, trois chambres avec salles de bain sont pourvues. Un bureau ou un atelier y est rattaché, suivant la profession de chaque pensionnaire. Enfin, des espaces communs permettent l'échange entre les hôtes. La petite dépendance où vivaient les domestiques Pasquier est également restaurée. Maintenant, un artiste en exil peut y loger avec sa famille.

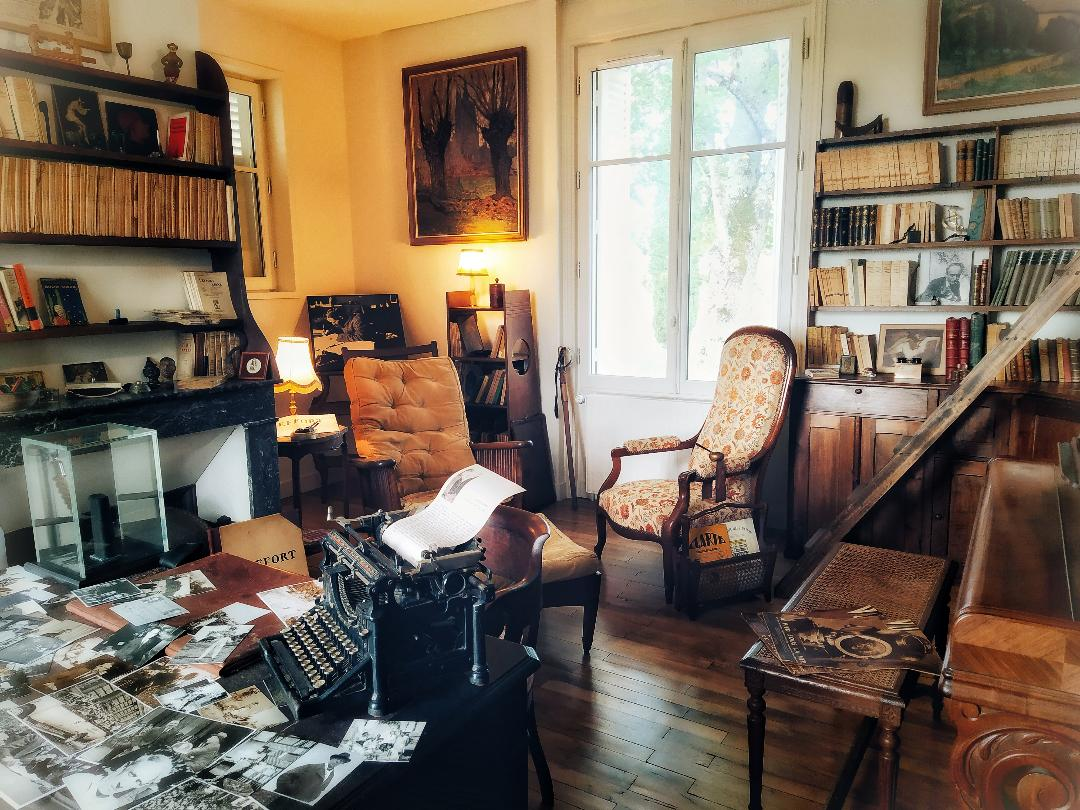

En parallèle, le projet de réhabilitation intègre le bureau de Jean-Richard Bloch. Ce dernier est aménagé fidèlement grâce à des photographies d'époque. La Médiathèque François Mitterrand de Poitiers et le Musée Sainte Croix fournissent ouvrages, tableaux, objets et meubles précédemment donnés par la famille Bloch.
Après dix-huit mois de travaux, la Mérigote rouvre ses portes. Rebaptisée Villa Bloch, le projet est salué par la presse. Poitiers devient la deuxième ville française à rentrer dans le réseau international des villes refuges ICORN (International Cities of Refuge Network). Dès lors, la commune fait un appel à candidatures pour les artistes désireux de venir. Les conditions sont posées : la durée de leur séjour peut être variable de quelques mois à deux ans, ils doivent mener un projet de médiation en corrélation avec la mairie. En échange, les pensionnaires reçoivent une indemnité financière pour la durée de leur présence.
La reconstruction du bureau permet de retrouver l'âme originelle de la maison. Des visites offrent au public la possibilité de (re) découvrir la vie et le travail de Jean-Richard Bloch (uniquement sur demande ou pendant les Journées du Patrimoine). Comme un hommage, la Villa Bloch fait renaître la Mérigote de ses cendres.

## Projet récent
La Villa Bloch a été au cœur des actualités poitevines à la fin de l'anneé 2022. La municipalité souhaitait changer une partie de son parc en zone maraîchère. Le projet rencontre de fortes oppositions. Les ayant-droits de la famille, des historiens, des associations notamment, refusent de voir la Villa Bloch dévier de sa vocation principale : un lieu culturel et de souvenirs. Au départ la Ville défend son projet, en disant qu'il ne concernerait qu'une portion mineure de la propriété, qu'elle compterait toujours mener une collaboration entre écoliers et artistes en résidence, et que la mémoire de Jean-Richard Bloch ne serait pas non plus mise de côté. Pour ce faire, la mairie réfléchit sur une future valorisation autour de l'écrivain et de sa fille France Bloch-Sérazin. 
Le projet de maraîchage, qui restait en discussion en novembre 2022, ne se fera finalement pas. La municipalité va finalement proposer d'ouvrir au public une partie du jardin de la propriété en septembre 2024. Ce nouvel espace vert de la ville (fermé la nuit) est inauguré le 21 septembre lors des journées du patrimoine. Il possède également une exposition mémorielle permanente qui raconte l'histoire du lieu et de la famille Bloch, en apportant ainsi une forte dimension patrimoniale et culturelle au nouveau projet réalisé. 

### Entretien
- Visite de la Villa Bloch le 21 octobre 2020

### Périodique
- QUELLA-VILLÉGER Alain, « Jean-Richard Bloch à la Mérigote », in :  L'Actualité Poitou-Charentes, n°46, Poitiers: Espace Mendès France, 1999, p. 18-23. URL : https://www.nouvelle-aquitaine.developpement-durable.gouv.fr/IMG/pdf/LA_MERIGOTE_BLOCH_Actu_P_CH_46_.pdf [consulté le 27/11/2022]

### Brochure
- Grand Poitiers, Focus la Villa Bloch Poitiers : lieu de patrimoine et de création, Poitiers : Direction communication, 2018, 12 p. URL : https://www.grandpoitiers.fr/fileadmin/Publications/Poitiers/Focus_-_Villa_Bloch.pdf [consulté le 27/11/2022]

### Vidéo
- GOUX Sophie, BOURIN Stéphane, GRIGNARD Aurélie, SCHNEIDER Simon, « La Mérigotte, la villa de Jean-Richard Bloch à Poitiers, devient maison d'art », France 3 Nouvelle-Aquitaine, 6 février 2019. URL : https://www.youtube.com/watch?v=b9-Uugua0pQ&t=91s [consulté le 27/11/2022]

### Projet d'architecte
- DORVAL-BORY Nicolas, « Villa Bloch, un second jour », Site officiel de Nicolas Dorval-Bory, [2019]. URL : http://www.nicolasdorvalbory.fr/project:villa-bloch [consulté le 27/11/2022]

### Articles en ligne
- « Appel à résidence - Villa Bloch », École européenne supérieure de l'image Angoulême Poitiers, [2018]. URL : https://www.eesi.eu/site/spip.php?article2029 [consulté le 27/11/2022]
- DALANÇON Alain, « BLOCH Michel. Pseudonyme BALLE », Le Maitron, 20 octobre 2008, mis à jour le 17 mai 2021. URL : https://maitron.fr/spip.php?article16928 [consulté le 27/11/2022]
- GOUX Sophie, « La Mérigotte, la villa de Jean-Richard Bloch à Poitiers, devient maison d'artistes », Franceinfo, 8 février 2019, mis à jour le 11 juin 2020. URL : https://france3-regions.francetvinfo.fr/nouvelle-aquitaine/vienne/poitiers/merigotte-villa-jean-richard-bloch-poitiers-devient-maison-artistes-1620041.html [consulté le 27/11/2022]
- MAZUY Rachel, « Jean-Richard Bloch et les trains », Hypotheses, 12 décembre 2019. URL : https://cturss.hypotheses.org/2687 [consulté le 27/11/2022]
- « Poitiers joins ICORN », ICORN international cities of refuge network, 18 juin 2018. URL : https://www.icorn.org/article/poitiers-joins-icorn [consulté le 27/11/2022]
- RACINE Nicole, « BLOCH Jean-Richard [BLOCH Jean, dit Jean RICHARD, puis Jean-Richard BLOCH] », Le Maitron, 20 octobre 2008, mis à jour le 5 août 2022. URL : https://maitron.fr/spip.php?article16926 [consulté le 27/11/2022]
- ROYEZ Élizabeth, « Le projet agricole à la Villa Bloch ne fait pas consensus », Centre Presse, 30 novembre 2022. URL : https://www.centre-presse.fr/article-877587-le-projet-agricole-a-la-villa-bloch-ne-fait-pas-consensus.html [consulté le 10/12/2022]
- SITAUD Patrick, France Bleu, « Jean-Richard Bloch, les meurtrissures d’une guerre à l’autre » : [article accompagné d'un replay de l'émission Histoires du Poitou avec Patrick Sitaud, jeudi 7 février 2019], Ici par France Bleu et France 3, 7 février 2019, mis à jour le 15 mai 2021. URL : https://www.francebleu.fr/emissions/histoires-du-poitou-avec-patrick-sitaud/poitou/jean-richard-bloch-les-meurtrissures-d-une-guerre-a-l-autre [consulté le 27/11/2022]
- « Villa Bloch », Ville de Poitiers, [S.d.]. URL : https://www.poitiers.fr/villa-bloch [consulté le 27/11/2022]